# Тілопо мікронезійський
Тілопо мікронезійський (Ptilinopus ponapensis) — вид голубоподібних птахів родини голубових (Columbidae). Ендемік Федеративних Штатів Мікронезії. до 2016 року вважався підвидом фіджійського тілопо.

## Поширення і екологія
Мікронезійські тілопо мешкають на островах Чуук і Понпеї в архіпелазі Каролінських островів. Вони живуть в тропічних і мангрових лісах, чагарникових заростях і садах.